# Estátuas lusitanas de Montalegre

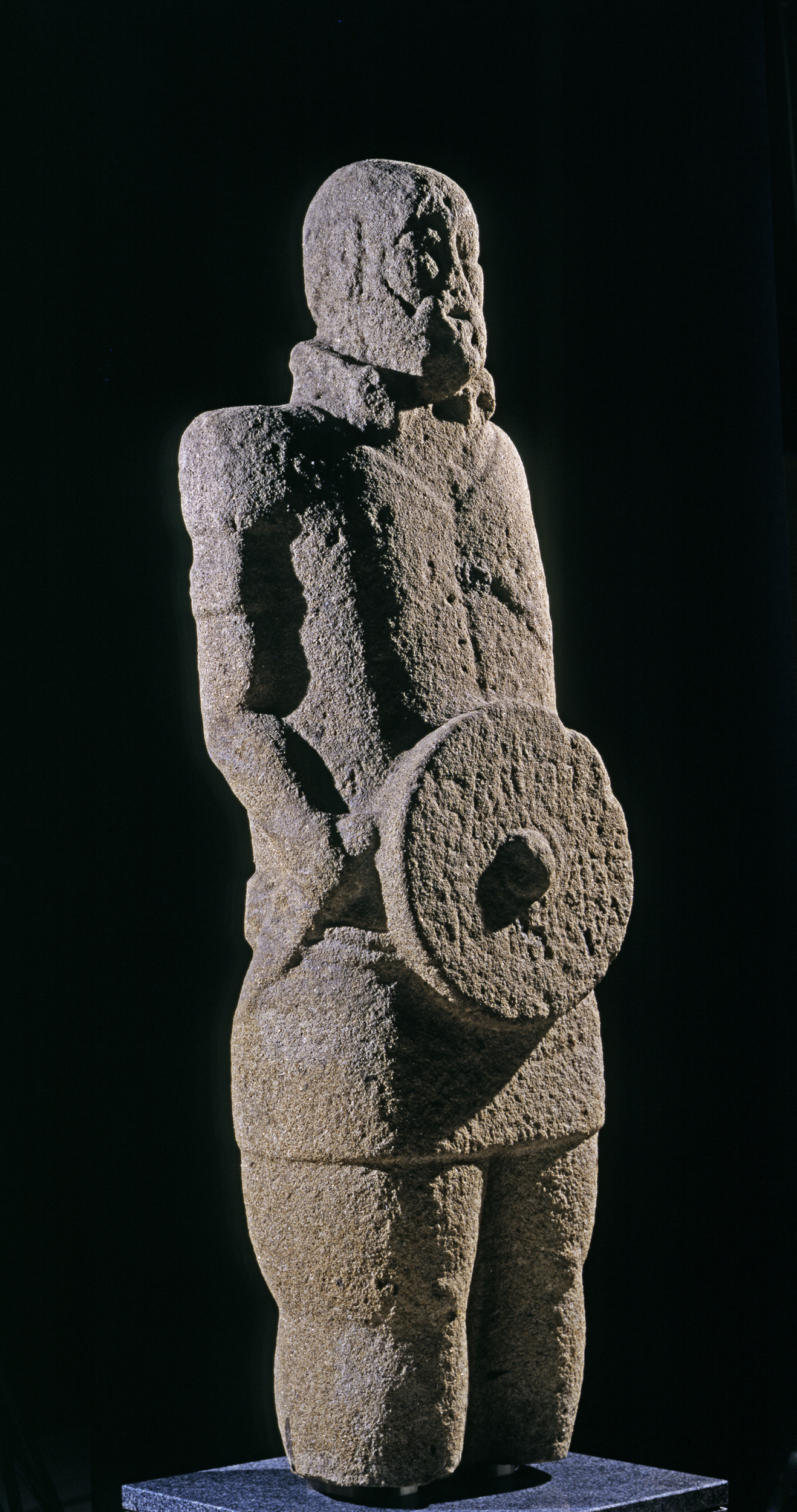
Estátua de guerreiro castrejo

As estátuas lusitanas de Montalegre são duas estátuas de granito, com 2 e 2,5 metros de altura, do século I a.C., classificadas como Monumento Nacional desde 1910.
As estátuas foram descobertas no Castro de Lesenho, Montalegre, em 1785. Inicialmente a estatuária esteve exposta no Jardim Botânico da Ajuda, mas, no ano de 1911, foram integradas no espólio do Museu Arqueológico Nacional Dr. Leite de Vasconcelos.
Estão actualmente no Museu Nacional de Arqueologia, em Lisboa.
As estátuas representam guerreiros que ostentam escudos na parte dianteira.